# Црвено барјаче
Црвено барјаче или Црвени барјак назив је за немире коју су се десили у Крагујевцу 27. фебруара 1876. након неуспешне изборне преваре и победе следбеника Светозара Марковића на локалним изборима.

## Позадина
У Кнежевини Србији, ни седам година од усвајања Намесничког устава којим је уведено право гласа за све мушкарце, још увек није било организованих политичких странака. За власт су се борили либерали окупљени око Јована Ристића и конзерватици окупљени око Јована Мариновића. Српска омладина се још увек школовала по европским универзитетима где је долазила у контакт са европским социјалистима. Међу српском омладином велику популарност су стекле социјалистичке идеје Светозара Марковића. Тако су се поред либерала и младоконзервативаца у Народној скупштини појавили социјалисти Адам Богосављевић и Ранко Тајсић.
Крагујевац је у то време због Тополивнице био најважнији индустријски град у Кнежевини Србији. Управник Тополивнице у то време био је Сава Грујић, Марковићев пријатељ из студентских дана. По свом пуштању са робије Марковић се упутио у Крагујевац и започео са издавањем социјалистичких новина Ослобођење. После Марковићеве смрти његове колеге су наставиле да објављују новине све док их влада Данила Стефановића није забранила у марту 1875. Пера Тодоровић и његова супруга Милица Нинковић су покренули излажење новина Старо ослобођење које ће излазити до фебруара 1876.
На изборима 1875. број радикалско-социјалистичких посланика у Народној скупштини се повећао, али су они и даље остали мањина. Под Богосављевићевим вођством, радикали-социјалисти су усвојили програм Прве интернационале и својом агитацијом за слободне социјалистичке самоуправне заједнице су се обраћали јаким жељама сељака, који су били боље упознати од државе за потребе села.

## Општински избори
Нови закон о општинама усвојен 1875. је предвидео да се одборници изаберу на изборима заказаним за 13. новембар. Једна од одредби закона је да се нови избори за општинске органе власти могу расписати ако се скупи довољно потписника, чак и када су избори одржани само неколико дана или недеља раније.  На изборима су могли да гласају сви који су платили порез, што је већина радника Тополивнице и урадила. Радикали-социјалисти су на локалне изборе у Крагујевцу ишли са великим жаром рачунајући на гласове радника Тополивнице. Старо ослобођење од је у свом издању од 31. октобра (по старим календару, 12. октобар 1876 по новом) писало: „Сутра похитајмо на биралишта, да покажемо да смо свесни свога права и дужности!“
Ипак, прве општинске изборе у Крагујевцу (и у остатку Србије) обележила је изузетно мала излазност. Иако је у бирачком списку било евидентирано 1665 бирача, гласало је само 276 особа. Либерали и њихов кандидат, дотадашњи кмет (председник општине) Тодор Туцаковић, нису успели да привуку гласове радника. па су на изборима 13. новембра 1875. победу на избрима за чланове општинског већа су однели радикали-социјалисти, а за председника општине изабран је Павле Вуковић са 243 гласа од 276 изашлих гласача, док је Туцаковић добио 27. Међутим, либерали су успели да за двојицу од тројице кметових заменика изаберу њихова два кандидата, а трећи заменик је био радикал-социјалиста Петар Велимировић. Један од двојице либерала није хтео да служи под кметом који је био радикал-социјалиста, па је на допунским изборима за трећег члана суда 12. децембра изабран представник радикала-социјалиста, па су сад они имали већину и у општинском већу и у суду.
Вуковић је у децембру отишао у Београд на заседање Народне скупштине, а по изборном закону, када је одсутан кмет, његова дужност је прелазила на његовог заменика, а то је у Крагујевцу био либерал Миленко Петровић. Петровић је одмах почео да опструира неискуксну радикалско-социјалистичку већину. На заседању општинског већа дао је лажан извештај о порасту цене брашна у трговинама за 25%, па је скупштина изгласала повећање цене хлеба. Ово је изазвало незадовољство радикалима међу становништвом, што је Петровићу и био циљ. Затим је одбио да сазове ново заседање скупштине на ком би се ово питање разрешило све до 22. децембра. Петровић се даље замерио радикалима нетачно истакнувши да Велимировић нема имовине и стога не може да буде заменик кмета и да су двојица радикалских одборника у сукобу интереса. Када је 23. децембра Петровић одбио да уведе ред у расправу о мандатима двојице оптужених радикала, радикалски посланици су га једноставно почели игнорисати.
Победа радикала-социјалиста је узнемирило владу. Либералске новине Исток су писале: „У Крагујевцу по чувењу изабрати су већином санкилоти или као што их само турско Ослобођење крсти „безгаћници“... Оваквог нехајства, као што је на самом делу показано од стране грађанства крагујевачког, нико не памти, па стога није ни чудо што је судбина Крагујевца пала у руке нихилиста.“ Председник владе Љубомир Каљевић је у Крагујевац послао капетана да ухапси новинара Старог Ослобођења Перу Тодоровића и његовог издавача Илију Тодорића. Али по новом закону новине су могле и даље излазити и наставиле су да воде полемику са Истоком.

## Немири
Владајући либерали премијера Љубомира Каљевића су одлучили да пониште резултате избора тако што би сазвали бирачки збор 27. фебруара у време када радници Тополивнице буду на послу. Ипак и на новом гласању победу су однели социјалисти са 402 за и једним против. После нове победе социјалисти су почели да славе марширајући градом носећи црвени барјак на ком је писало „Самоуправа” и које су сашиле Милица и њена сестра Анка Нинковић.
Активно учешће у демонстрацијама узели су и ученици крагујевачке Учитељске школе (прве такве школе у Србији). Због тога су наредном Министарства просвете разрешена дужности четири наставника школе, а тројица од њих ухапшена. Два разреда Учитељске школе су затворена на неодређено време. Услед овога власти су донеле одлуку да се Учитељска школа у Крагујевцу затвори.
Истицању црвене заставе и вести да су демонстранти узвикивали „Живела република!“ разбеснели су кнеза Милана. Кнез Милан Обреновић је, страхујући да се у Србији не деси побуна попут Париске комуне наредио војсци силом да заустави славље. Каљевић је успео да смири краље бес, али је Милан био истрајан да се војска пошаље. У сукобу са војском било је мртвих и рањених, а ухапшено је око 30 особа, међу којима и Пера Тодоровић. Тодоровић је осуђен на девет месеци затвора. Ипак, није отишао на одслужење казне јер се као добровољац пријавио у војску у Српско-турским ратовима.